# Cainà
Cainan és un personatge de la genealogia bíblica. En l'Evangeli segons Lluc, quan explica l'ascendència humana de Jesús fins a Adam, menciona a dos Cainan:
«fill de Salé, fill de Cainan, fill d'Arfaxad […] fill de Mahalaleel, fill de Cainan, fill d'Enós» (Lc 3:35-37)
En canvi en la genealogia del Gènesi, Cainan només és el fill d'Enós en les generacions d'abans del diluvi:
«Quan Enós tenia noranta anys, engendrà Cainan» (Gn 5:9)
En el Gènesi no surt com fill d'Arfaxad ni com pare de Salé:
«Quan Arfaxad tenia trenta-cinc anys, engendrà Salé.» (Gn 11:12)
La diferència s'explica com una omissió en el Gènesi o com una errada de traducció de l'Evangeli segons Lluc. En la versió grega anomenada Septuaginta es mencionen els dos Cainan en el Gènesi.